# Villar del Olmo
Villar del Olmo là một đô thị trong Cộng đồng Madrid, Tây Ban Nha. Đô thị Villar del Olmo có diện tích 28 km², dân số theo điều tra năm 2010 của Viện thống kê quốc gia Tây Ban Nha là 2150 người. Đô thị Villar del Olmo nằm ở khu vực có độ cao 675 mét trên mực nước biển.